# Klokkebægerkultur
Klokkebægerkulturen (engelsk Bell-Beaker culture, tysk Glockenbecherkultur) er en stenalderkultur fra tiden 2.400 – 1.800 f.Kr. i vestlige Europa. Begrebet benyttet på en meget spredt kulturelt fænomen i forhistorisk Europa, som begyndte i sen neolitisk tid eller i kobberalderen og strakte sig ind i tidlig bronzealder. Begrebet på kulturen blev i sin tid givet af den britiske arkæolog John Abercromby baseret på kulturens særskilte keramiske drikkekar, som bestod af store, buede og klokkeformede bægre eller vaser, dekorerede med geometriske mønstre i horisontale felter. Disse stentøjer er fundne spredt fra Spanien i syd til Danmark i nord, Skotland i vest og Böhmen og enkelte tilfælde i Rusland i øst. Kulturen var samtidig med stridsøksekulturen som dominerede det østlige og nordlige Europa, og hvor begge kulturer mødtes i eksempelvis nutidens Tyskland, opstod der en blandingskultur. I 2012 fandt man, ved en større udgravning i forbindelse med byggemodning, en grav fra Klokkebægerkulturen ved Kildebjerg i Ry.

## Kendetegn og levninger
Klokkebægerkulturen er defineret i almindelig brug af dens keramikstil – en klokkeformet stil med særskilt dekoration – som er genfundet i grave, som også indeholdt dolke af kobber eller bronze, pilespidser af flint og håndledsbeskyttere over hele Vesteuropa i løbet af sidste halvdel af 2000-tallet f.Kr. Keramikken var vel gjort, almindeligvis rød eller rødbrun i farven, og med ornamenter med horisontale bånd med snit, udskæringer eller påtrykt mønster. De tidlige klokkebægre er blevet beskrevet som "internationale" i stilen, da de er fundet i alle områder af klokkebægerkulturen. Disse omfattede typer med strenger eller border, som dækkede hele fladen og den maritime type, som var dekoreret med border fyldt med tryk gjort med en kam eller snøre. Senere blev der også udviklet karakteristiske regionale stilformer.
Det er blevet foreslået, at disse kar er blevet formgivne for at drikke alkohol og at introduktionen af denne substans kan være blevet spredt sammen med klokkebægerkulturen. Øl og mjød er blevet identificeret fra enkelte eksempler. Imidlertid var ikke al keramikken drikkekar. Nogen er blevet benyttet som krukke for at smelte kobbermalm, andre har haft organiske rester, som er blevet associerede med madvarer, og andre blev benyttet som gravurner. Kulturen kan også have benyttet en form for kar, som havde rituel karakter.

## Mulige forgængere
Det har været foreslået, at tidlig klokkebægerkultur for typen som var heldækket med ornamentik havde sin oprindelse fra Tragtbægerkulturen i de nordlige dele af det centrale og østlige Europa, så som bægerkeramik med udstående fod, en type stengodskar fra sen neolitisk tid (ca. 2.850-2.450 f.Kr.) som er fundet i Nederlandene og nedre Rhindalen. Disse var vanligvis dekorerede med båndtryk blandet med båndtryk og indskæring i fiskebenstil. Ved hjælp af Kulstof 14-datering er klokkebægerkulturen blevet dateret til 2.900-2.400 f.Kr. til 1800-1700 f.Kr., hvilket vil gøre kulturen samtidig med tragtbægerkulturen og/eller stridsøksekulturen.
En type keramik med båndtryk fra kobberalderen blev produceret i Usatovokulturen, som grænsede til Sortehavet. Dette er normalt blevet klassificeret som en Tripolye C2-kultur, men var tilstedeværende i steppezonen og havde elementer fra stepperne, og kan således ses som en sammensætning af steppejægere og jordbrugskulturer.

## Oprindelse
Der er blevet fremlagt mange teorier om klokkebægerkulturens oprindelse. Den traditionelle opfattelse har været, at klokkebægerkulturen er opstået på Den iberiske halvø og derfra har spredt sig over store dele af Europa. De ældste eksempler af heldækkende dekoration er blevet fundet i det nordlige Portugal. Forskerne Lanting & Van der Waals har opstillet en kronologi for klokkebægerkulturens udvikling fra en fortid i båndtrykformer og tragtbægerkulturen. Imidlertid har et nyere oversyn af alle tilgængelige kilder fra det sydlige Tyskland konkluderet, at klokkebægerkulturen var en ny og uafhængig kultur i området som var samtidig med båndtryk- og tragtbægerkulturen.
Det har været spekuleret, om klokkebægerkulturen kan være en kandidat for tidlig indoeuropæisk kultur, måske til og med førkeltisk eller føritalisk kultur. Kurgan-hypotesen, som oprindelig blev fremmet af Marija Gimbutas, har udledt, at klokkebægerkulturen kom fra de østcentrale kulturer, som blev "kurganiserede" ved fjendtlige angreb fra stammer fra stepperne i øst. Hendes generelle forslag er blevet støttet, om end med modifikationer, af arkæologerne J. P. Mallory og David Anthony. Hverken Mallory eller Anthony har foreslået en storstilet folkevandring. Britisk og amerikansk arkæologi har siden 1960'erne været generelt skeptisk til forhistoriske folkevandringer generelt.

## Fortolkning
Givet den usædvanlige form og struktur på keramik fra klokkebægerkulturen, og dens pludselige optræden i de arkæologiske fund sammen med en karakteristisk gruppe af andre genstande, samlet beskrevet som "klokkebægerpakken", er den traditionelle forklaring for klokkebægerkulturen, at det var en spredning af en gruppe af folk over hele vestlige Europa.

### Folkevandring kontra kulturtilpasning
Eftersom distributionen af klokkebægerkulturen var højest i områder langs transportruterne, herunder vadesteder, floddale og bjergpas, har det været foreslået, at klokkebægerkulturens folk var oprindeligt bronzehandlere, som til sidst bosatte sig indenfor lokale neolitiske eller tidlige kobberalderkulturer og således skabte lokale stilarter. Nær analyse af bronzeredskaber associerede med klokkebægerkulturen har antydet en tidlig iberisk kilde for kobber, fulgt derefter af malm fra det centrale Europa og det sydlige Tyskland (Böhmen).
Det er muligt, at klokkebægerkulturen ikke eksisterede som et folk, og at de keramiktyperne og andre genstande, som er fundet over hele Europa på denne tide, som er tilskrevet klokkebægerkulturen, er indikationer på udviklingen af en særlig evne og dygtighed i fremstilling og produktion. Denne nye kundskab kan være kommet som enhver kombination af folkevandringer og kulturel kontakt. Et eksempel, som kan have været en del af prestigekult, er knyttet til produktionen og fortæringen af øl, eller handelsforbindelser af sådanne som demonstreret af fund langs søvejene ved den europæiske atlanterhavskyst. Palynologiske studier af pollenanalyser som er gjort, knyttet til spredningen klokkebægerkeramik, har antydet voksende produktion af byg, som igen knyttes til ølbrygning.
En teori om kulturel kontant som fremhævet folkevandringer eller invasioner blev præsenteret af Colin Burgess og Steve Shennan i midten af 1970'erne, og det er i dag normalt at se klokkebægerkulturen som en "pakke" af kundskab (herunder religiøse trosforestillinger og kobber-, bronze- og guldarbejder) og genstande (således dolke af kobber, knapper med v-perforeringer og håndledsbeskyttere i sten) adopteret og tilpasset af stedlige folk i Europa i varierende grad.
Undersøgelser i det sydlige Frankrig ved middelhavskysten har nylig stillet spørgsmål ved fænomenets væsen. I stedet for at blive beskrevet som en mode eller en ganske enkel spredning af objekter og deres brug har en undersøgelse af over 300 steder vist, at menneskegrupper faktisk forflyttede sig i processen, som involverede udforskninger, kontakter, bosætning, spredninger, og kulturindlæring/tilpasning. En del elementer viste påvirkning fra nord og øst, og andre elementer afslørede, at det sydøstlige Frankrig var en betydningsfuld korsvej for vigtige kommunikationsruter og udveksling for spredning nordover. En særskilt pigtrådselement i kreamikdekorationen er antaget at have forflyttet sig først gennem det centrale Italien. Bevægelsesmønstrene var mangfoldige og komplicerede, og gik langs atlanterhavskysten og den nordlige middelhavskyst og tidvis også i indlandet. Portugals fremtrædende rolle i regionen og kvaliteten på keramikken over hele Europa er blevet nævnt som argumenter for en ny fortolkning, som modsiger en ideologisk dimension, men en talrig udveksling af kundskab, genstande og befolkninger, som bosatte sig og tilpassede sig lokale kulturer.
En nyere isotopanalyse af strontium i 86 mennesker fra klokkebægergrave i Bayern har antydet, at mellem 18-25 % af alle grave bestod af mennesker, som kom fra betydelig distance udenfor området de var gravlagt i. Dette var også tilfældet med børn såvel som voksne, hvilket indikerer en betydelig folkevandringsbølge. Den generelle retning af lokal bevægelse er i henhold til Price et al. fra nordøst til sydvest.

### Fysisk antropologi
Historiske studier af kranier har antydet, at folk fra klokkebægerkulturen synes at have været af en anden fysisk type end de tidligere befolkninger i de samme geografiske områder. De er blevet beskrevet som høje, tættere benstruktur og kortskallede. De tidligere studier af dette folk, som var baseret på skeletlevninger, var studier af kranier. Dette tilsyneladende bevis på folkevandring var på linje med arkæologiske opdagelser, som knyttet klokkebægerkulturen til nye jordbrugsteknikker, gravskikke, kundskab om kobberarbejde og andre kulturelle nyvindinger.
Imidlertid er sådanne beviser fra skeletlevninger blevet afvist af en ny retning indenfor arkæologien, som udviklede sig fra 1960'erne, som lagde vægt på kulturel kontinuitet. Forskere, som var imod folkevandringsteorien, har enten lagt ringe vægt på skeletbeviser eller argumenteret for, at forskellene kan blive forklarede ved forskelle i miljø og kultur. Margaret Cox og Simon Mays har opsummeret positionen: "Selv om det vanskelig kan blive sagt, at data fra kraniumundersøgelser har givet et utvetydigt svar på problemet med folket fra klokkebægerkulturen, vil balancen af beviserne til dags dato synes at gå i favør af en hypotese om folkevandring."
Ikke-metrisk forskning på folket fra klokkebægerkulturen i Britannien har også forsigtigt peget i retning af folkevandring. Påfølgende studier, som en for Den pannoniske slette, som ligger mellem floderne Donau og Sava, og en ikke-metrisk analyse af skeletter i det sydcentrale Tyskland, har også identificeret markante typologiske forskelle i forhold til før-klokkebæger-befolkningen.

## Omfang og indvirkning
Klokkebægerbefolkningen benyttede sig af fordelene, som transport af søen og floderne gav for at skabe en kulturel spredning fra Irland til Den pannoniske slette og mod syd langs atlanterhavskysten og fulgte Rhônedalen frem til Portugal, Nordafrika og Sicilien, og faktisk trængte ind i det nordlige og centrale Italien. De levninger, som er blevet fundet i det, som i dag er Portugal, Spanien, Frankrig (ikke inkluderet de centrale bjergområder) med en udvidelse langs øvre Donau og ind i Wienbækkenet (Østrig), Ungarn og Tjekkiet, med udposter i Middelhavet på Sardinien og Sicilien; det er dog mindre sikre beviser for direkte indtog i øst. Keramik af modsvarende typer fra klokkebægerkulturen forblev længst i brug på De britiske øer, og sen-klokkebægerkulturer i andre områder er klassificeret som tidlig bronzealder. De nye internationale handelsruter, som blev åbnede af klokkebægerfolket, eksisterede videre efter dem, og kulturen blev videreført af et antal bronzealderkulturer, blandt dem Úněticekulturen i det centrale Europa, ca. 2.300 f.Kr. og af nordisk bronzealder, en kultur i Skandinavien og nordligste Tyskland og Polen, ca. 1.800 f.Kr.
Det er fundet klokkebægerkeramik og de karakteristiske pilespidser et sted i Norge: på Slettabø ved Ogna, Hå kommune, Rogaland.